# Поліприєднання

Приклад поліприєднання

Поліприєдна́ння (рос. полиприсоединение, англ. polyaddition) — полімеризація, при якій ріст полімерного ланцюга відбувається за реакцією приєднання молекул будь-яких ступенів полімеризації:
Px + Py → Px+y,
де x, y — ступені полімеризації, що можуть набирати значень 1, 2, 3…∞, відповідно.